# Mercedes-Benz Motorsport
Mercedes-Benz Motorsport — підрозділ компанії Mercedes-Benz, що спеціалізується на проектуванні та підготовці автомобілів Mercedes-Benz для перегонів. Директором Mercedes-Benz Motorsport є Норберт Хауг.

## Формула 1

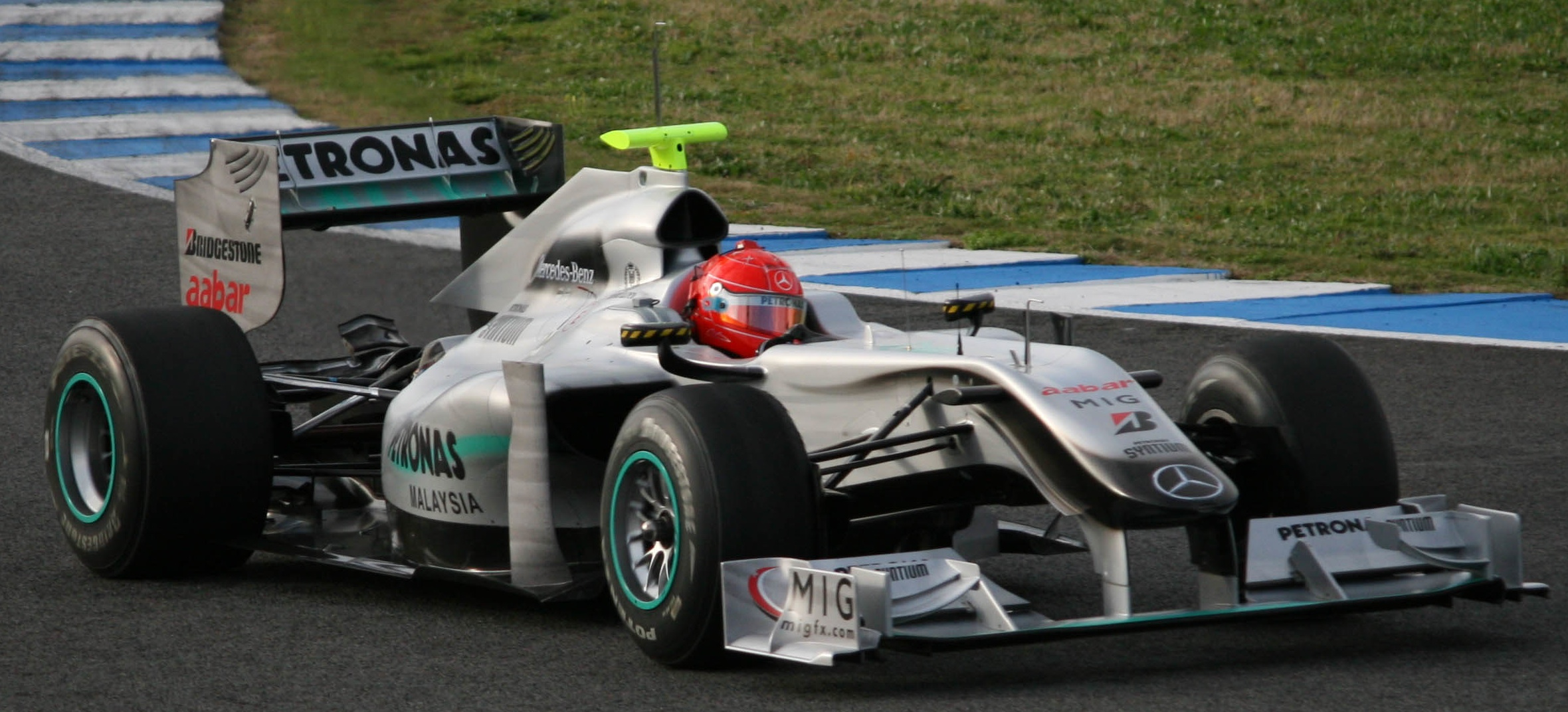
Mercedes MGP W01

У 2009 року компанія відновила свою участь у класі машин Формула 1, викупивши контрольний пакет акцій команди Brawn GP. У сезоні 2010 команда виступає під назвою Mercedes GP.

## DTM

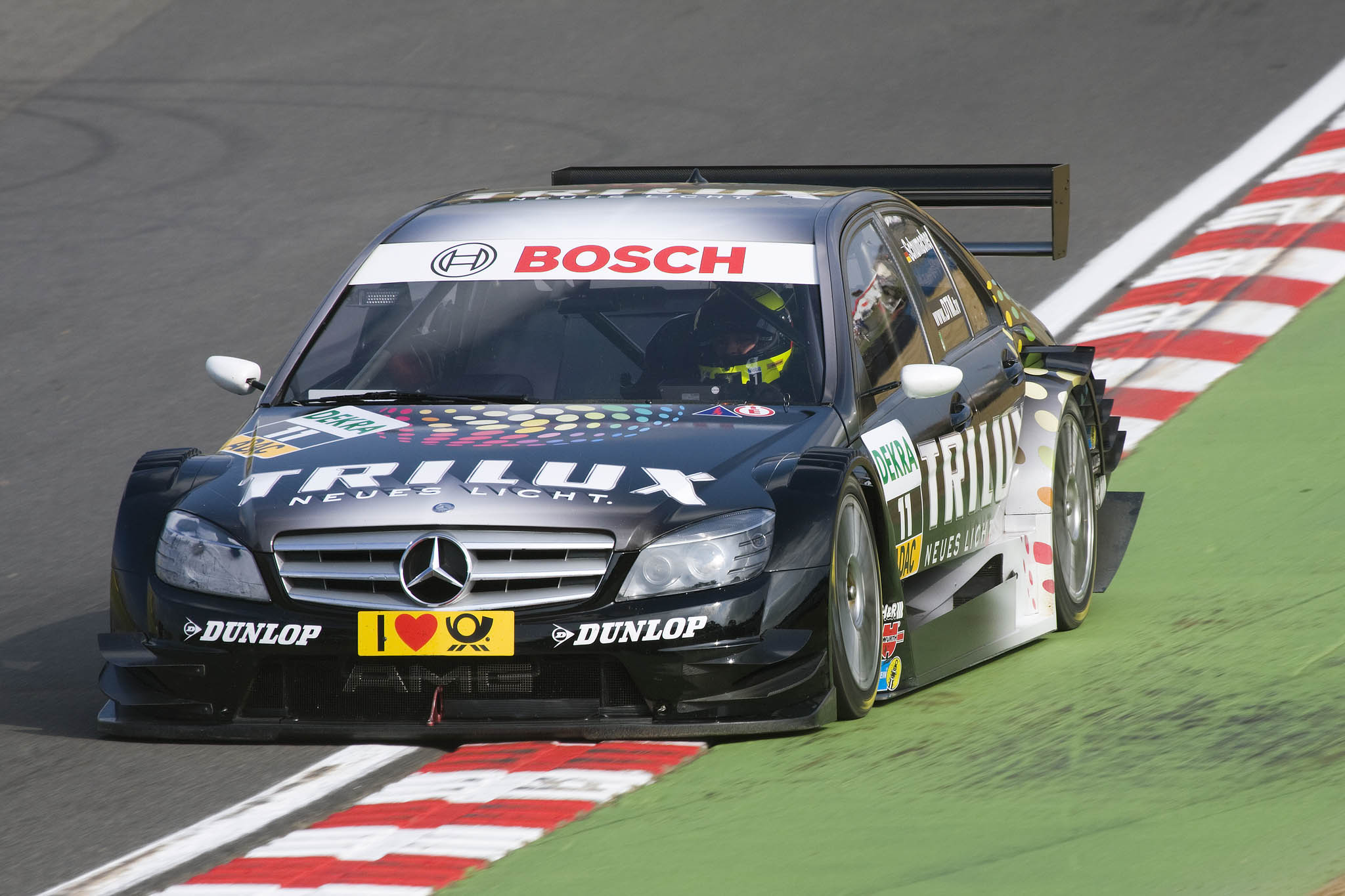
DTM Mercedes-Benz C-Клас (W204)

У кінці 1990-х Mercedes разом із Opel відновили популярний чемпіонат турингових автомобілів.